# 今川範国
今川 範国（いまがわ のりくに）は、鎌倉時代末期から南北朝時代にかけての守護大名。駿河今川氏の初代当主。

## 生涯
今川基氏の五男として生まれる。鎌倉幕府得宗の北条高時に従い出家したとも。元弘の乱でも戦い、幕府滅亡後に後醍醐天皇が開始した建武の新政から足利尊氏が離反すると、同族の誼でこれに従い各地で軍事活動を行い、建武3年（1336年）に遠江守護職、次いで駿河守護職を与えられた。遠江守護職は一時的に範国から仁木義長、千葉貞胤らに任じられたこともあったが、文和元年（1352年）に再任されている。
文和2年（1353年）に家督と守護職を嫡男の範氏に譲って隠居するが、足利直義の死去に伴い、尊氏の要請を受けて室町幕府の引付頭人などを務める。貞治4年（1365年）に範氏が死去すると、次男の貞世を後継者に立てようとしたが、貞世自身の反対により、範氏の子である孫の氏家・泰範兄弟が後を継いだ（『難太平記』）。至徳元年（1384年）5月19日に死去。
歌道や有職故実に通じた文化人としても知られ、足利将軍家の儀式なども指導した。

## 生年について
『難太平記』に「先代（執権・北条高時）の時、一天下出家しける時（正中3年（1326年）3月）、廾三にて出家し給ひけるにや。いかなりし事ぞや。基氏御在世の時より入道（範国）殿をば、兄弟の中には一跡相続すべしと仰せられけり、故香雲院（範国の母）の語り給ひし也。童名松丸。五郎範国と申（し）き」とある。入道名は心省。この記述を逆算すると、範国が生まれたのは嘉元2年（1304年）となる。しかし、『常楽記』の至徳元年（1384年）の項には、「5月19日。今河五郎入道<90歳。遠江守護。建武二醍醐焼払大将也>」とあり、逆算すると永仁3年（1295年）の生まれとなり、9年の開きが生じる。大塚勲は、嫡子範氏が生まれたのが正和5年（1316年）と言われているので（『宗長日記』）、前者では範氏11歳の時の子となってしまい不自然であるとし、廾三は卅二の記憶違い、あるいは書き違い（後世の誤写も含め）と見て永仁3年説としている。
他、永仁5年（1297年）説もある。

## 系譜
- 父：今川基氏
- 母：香雲院
- 妻：不詳
  - 嫡男：今川範氏
  - 次男：今川貞世
  - 三男：今川氏兼
  - 男子：今川仲秋